# Ажмамбетов, Туркмамбет
Туркмамбе́т Ажмамбе́тов, другой вариант фамилии — Ажманбетов (1896 год — ?) — колхозник, старший конюх племенного овцеводческого совхоза «Червлённые Буруны» Министерства совхозов СССР, Караногайский район Грозненской области. Герой Социалистического Труда (1949).

## Биография
С 1928 года работал чабаном в овцеводческом совхозе «Червлённые Буруны» в Кара-Ногайском районе Дагестана. В 1935 году был назначен старшим чабаном. После начала Великой Отечественной войны ему было поручено пасти совхозный табун. В годы войны, несмотря на трудные условия, ежегодно выращивал без потерь в среднем по 100 жеребят на 100 кобыл. Благодаря его трудовой деятельности совхоз выполнял план поставки лошадей для нужд фронта.
В 1948 году вырастил 30 жеребят от 30 кобыл. В 1949 году удостоен звания Героя Социалистического Труда «за получение высокой продуктивности животноводства в 1948 году при выполнении совхозом плана сдачи государству продуктов животноводства и полеводства и выполнении государственного плана развития животноводства по всем видам скота».
Дата и место смерти неизвестны.

## Награды
- Герой Социалистического Труда — указом Президиума Верховного Совета СССР от 9 октября 1949 года
- Орден Ленина